# Mozart-Platane

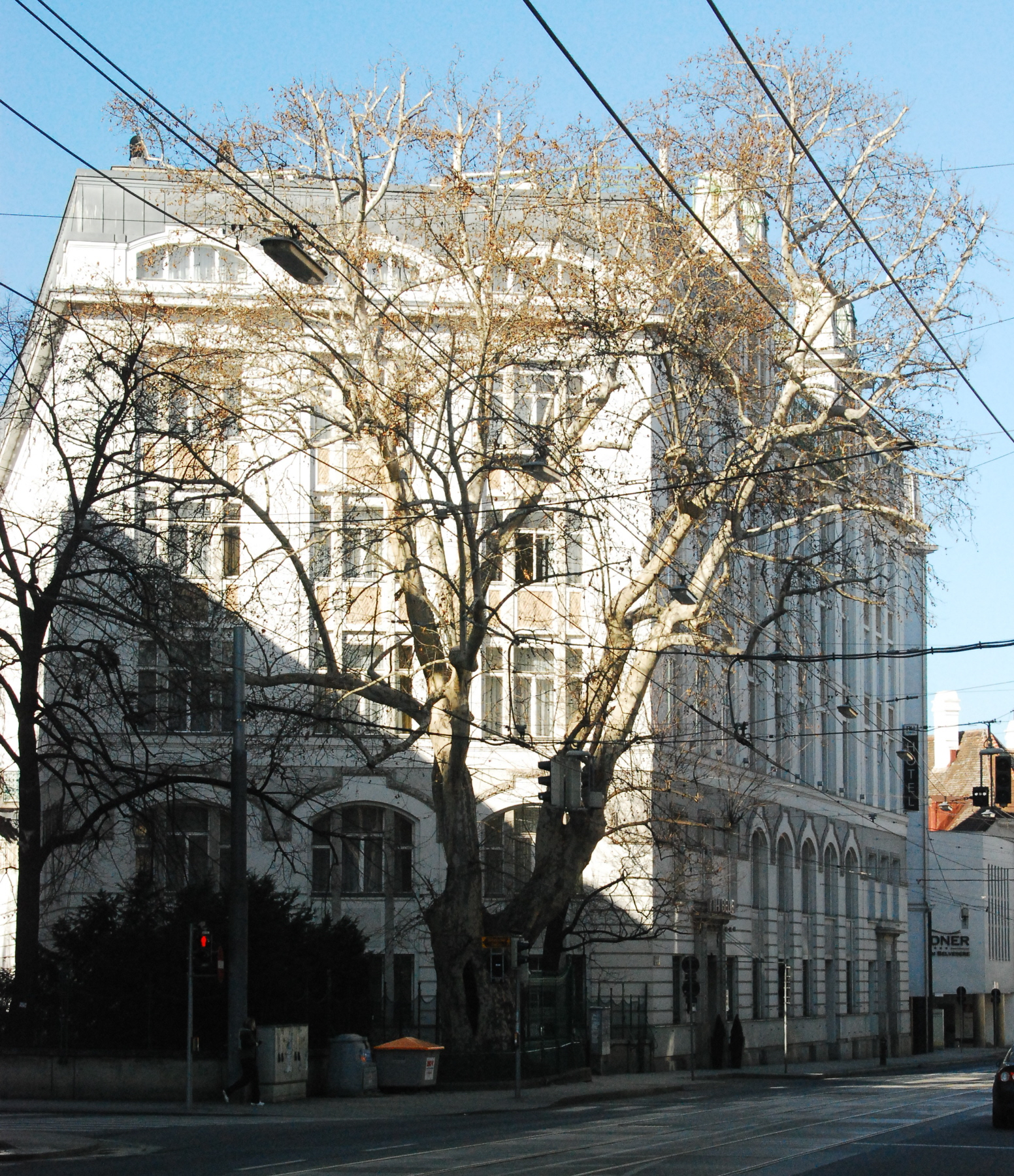
Mozart-Platane am Rennweg

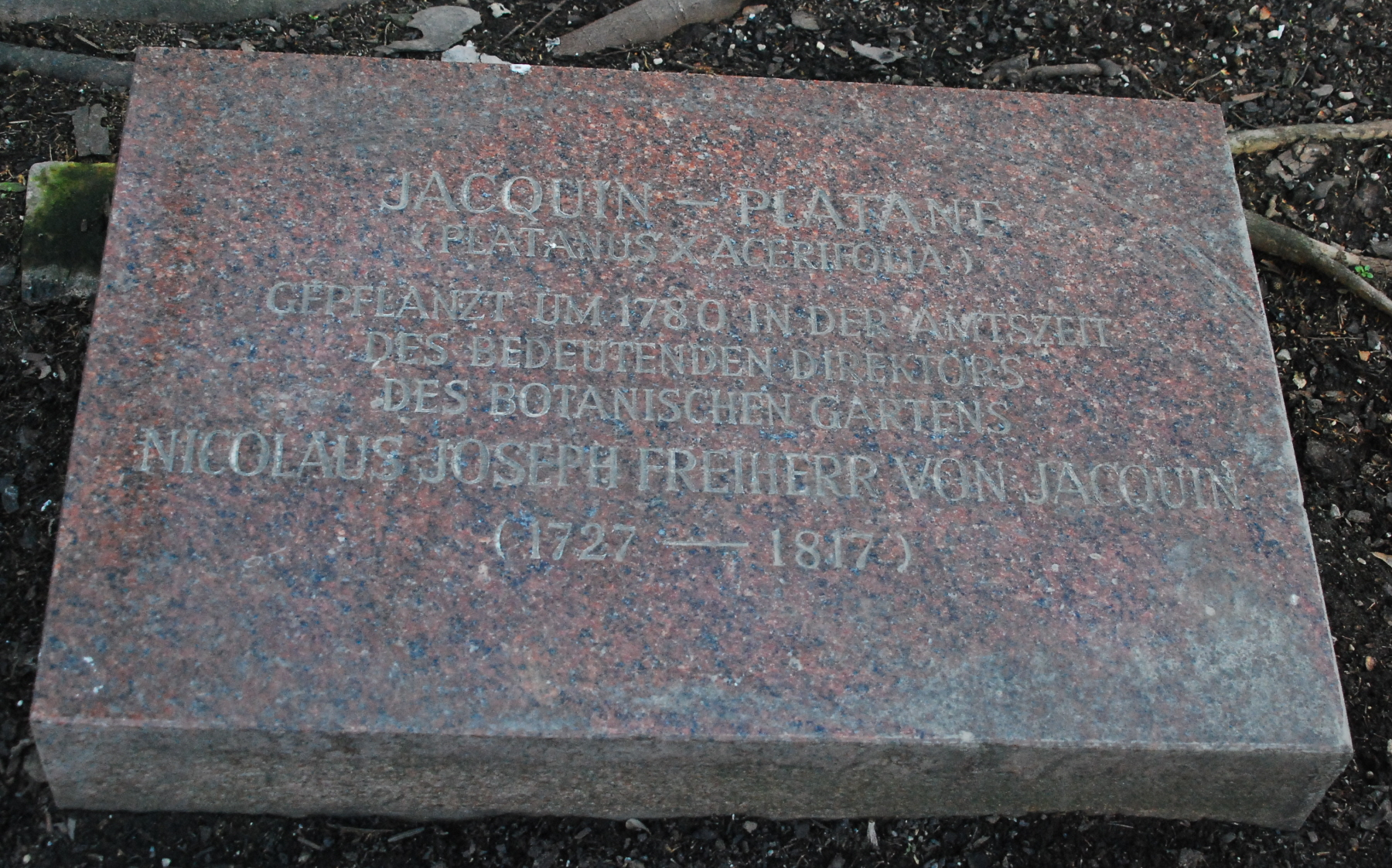
Gedenkstein „Jacquin-Platane“

Die Mozart-Platane ist eine Morgenländische oder Orientalische Platane (Platanus orientalis) am Rennweg 14 im 3. Wiener Gemeindebezirk Landstraße. Sie steht als Wiener Naturdenkmal seit dem 22. Dezember 1936 unter Schutz.

## Geschichte
Das Alter der so genannten Mozart-Platane ist nicht genau eruierbar. Schätzungen sprechen von ungefähr 230 Jahren. Der Überlieferung zufolge beruht der Name auf dem Umstand, dass Wolfgang Amadeus Mozart, der im Wohnhaus des Botanikers Nikolaus Joseph von Jacquin Klavierunterricht gab, deshalb regelmäßig an dem Baum vorbeikam.
Ein neben dem Baum im Boden verankerter Gedenkstein bezeichnet den Baum allerdings als „Jacquin-Platane“, die während der Amtszeit von Nikolaus Jacquin als Direktor des Botanischen Gartens um 1780 gepflanzt wurde.
Wegen einer Verlegung der Grundstücksgrenze befindet sich die Platane, die als Naturdenkmal die Nummer 9 trägt, jetzt auf dem Gehsteig außerhalb der Umzäunung des Botanischen Instituts.
Da der Stamm mit einem Umfang von rund 6 Metern des ungefähr 20 Meter hohen Baumes teilweise hohl ist, wurde die Mozart-Platane vom Wiener Stadtgartenamt als gefährdet eingestuft. Um sich ein Bild über die Widerstandskraft des Baumes bei Stürmen machen zu können, wurde im Frühjahr des Jahres 2009 der Rennweg während der Nachtstunden gesperrt, um mittels Seilwinden das Stehvermögen des Baumes zu testen. Vom Ergebnis dieser Untersuchung wurden die Art und das Ausmaß weiterer Pflegemaßnahmen abhängig gemacht.